# Bướm bạc Đơn Dương
Bướm bạc Đơn Dương, tên khoa học Mussaenda dranensis, là một loài thực vật có hoa trong họ Thiến thảo. Loài này được Wernham mô tả khoa học đầu tiên năm 1921.